# 仁聖王后
仁聖王后朴氏（1514年—1577年），本貫潘南朴氏，朝鲜王朝王朝第十二代君主仁宗的正妃、錦城府院君朴墉之女。

## 生平
朝鮮中宗九年（1514年）十月一日誕生，中宗十九年（1524年）三月六日受封十三歲為世子嬪，仁宗即位後，進封王妃。不久仁宗昇遐，由異母弟慶原大君李峘（明宗）即位，尊朴氏為王大妃。明宗二年加上尊號「恭懿」。宣祖十年十一月二十九日病逝於景福宮，享壽六十六歲。定諡號「仁聖」、徽號「孝順」，全稱孝順恭懿仁聖王后。葬高陽孝陵。

## 家族
| 称谓   | 姓名     | 生卒        | 备注                                          |
| ------ | -------- | ----------- | --------------------------------------------- |
| 高祖   | 朴訔     |             | 宣祖元妃懿仁王后七代祖。                      |
| 曾祖   | 朴薑     | 1405 - 1460 | 世襄公，朴訔次子。 長兄朴葵是懿仁王后六代祖。 |
| 祖父   | 朴䎩     | 1440 - 1499 | 司憲府執義、贈領議政。                        |
| 外祖父 | 金琚     |             | 前母之父，本贯光州。                          |
| 外祖父 | 金益謙   |             | 本贯義城。                                    |
| 父亲   | 朴墉     | 1468－1524  | 贈領議政、錦城府院君。                        |
| 前母   | 光州金氏 |             | 府夫人。                                      |
| 生母   | 義城金氏 |             | 聞韶府夫人。                                  |

## 附註
1. ↑  .   [2013-02-28]. （原始内容存档于2018-08-02）.
2. ↑  .   [2013-02-28]. （原始内容存档于2018-08-02）.
3. ↑  .   [2013-02-28]. （原始内容存档于2019-06-26）.